# The Love of Sunya
The Love of Sunya é um filme mudo do gênero drama produzido nos Estados Unidos, dirigido por Albert Parker e lançado em 1927.